# Calymmochilus russoi
Calymmochilus russoi är en stekelart som beskrevs av Gibson 1995. Calymmochilus russoi ingår i släktet Calymmochilus och familjen hoppglanssteklar.
Artens utbredningsområde är Italien. Inga underarter finns listade.